# Idhan Murzuk
Idhan Murzuk (arab. أدهان مرزق, Idhān Murzuq) – pustynia piaszczysta w obszarze Sahary w północnej Afryce, w południowo-zachodniej Libii.

## Opis
Idhan Murzuk to erg w obszarze Sahary w północnej Afryce w południowo-zachodniej części Libii . Panuje tu skrajnie suchy klimat zwrotnikowy o bardzo niskiej wilgotności powietrza . Maksymalne temperatury najcieplejszego miesiąca dochodzą do 40 °C i więcej stopni . 
Pustynia zajmuje powierzchnię 80 tys. km² i charakteryzuje się występowaniem olbrzymich wydm . Jest to największy obszar wydmowy na Saharze. Występują tu wydmy podłużne o długości 10–15 m i szerokości 1,3–1,5 km. 
Szacuje się, że piasek Idhan Murzuk istniał już w okresie plejstocenu i powstał w trzeciorzędzie. Wydmy uformowały się na dnie dawnego jeziora we wczesnym czwartorzędzie.
Występują tu liczne oazy .